# Kovács Álmos
Kovács Álmos (Budapest, 1942–) magyar közgazdász, 2006. július 1-jétől a Pénzügyminisztérium szakállamtitkára. Kormányzati posztjait több kormány- és pénzügyminiszterváltás ellenére is megőrizte.

## Pályája
1965-ben a Marx Károly Közgazdaságtudományi Egyetemen végzett Budapesten, 1978-ban kandidátusi fokozatot szerzett a Magyar Tudományos Akadémián.
1965 és 1982 között a Számítógépalkalmazási Kutató Intézetnél dolgozott, ezután 1990-ig az Országos Tervhivatalnál (OT). 1985-től az OT Módszertani Fejlesztési Főosztályának vezetője volt. Közben 1987-től betöltötte az Informatikai és Módszertani Intézet igazgató-helyettesi posztját is.
Pénzügyminisztériumi karrierje 1990-ben kezdődött: 1993-ig helyettes államtitkár volt. Ekkor kinevezték a Magyar Nemzeti Bank (MNB) alelnökének, ez a mandátuma 1999-ben lejárt, de ügyvezető igazgatóként a következő évig még az MNB-nél maradt.
2001-ben ismét a Pénzügyminisztérium helyettes államtitkára lett. 2006-ban, a második Gyurcsány-kormány megalakulásakor szakállamtitkári posztot kapott.

## Nézetei
Kovács Álmos volt az első komoly kormányzati politikus, aki cáfolta, hogy a kormány el akarná törölni a forint árfolyamsávját, miután Simor András jegybankelnöki kinevezése után 2007 márciusában a pénzügyi piacokon a forintot erősítő spekuláció indult arra, hogy a magyar fizetőeszköz áttérhet a szabad lebegtetésre. Kovács egy sajtótájékoztatón elmondta, hogy elméletileg lehet gond a sáv széle jelentette árfolyamcéllal, de jelenleg nem ütközik az MNB inflációs céljával, és Magyarországnak amúgy is a jelenlegihez hasonló árfolyamsávot kell alkalmaznia, amikor közelít az euró bevezetéséhez.

## Művei
- Nyereségérdekeltség és vállalati magatartás; Közgazdasági és Jogi, Bp., 1978 (SZÁMKI könyvek)
- Elek Györgyné–Kovács Álmos–Stahl János: Termelésprogramozás és készletgazdálkodás; Közgazdasági és Jogi, Bp., 1982 (SZÁMKI könyvek)

## Díjai, elismerései
- A Magyar Érdemrend középkeresztje (2004)[3]
- A Magyar Érdemrend középkeresztje a csillaggal (2010)[4]

## Nyelvismerete
Angolul és franciául beszél.